# Nordhordland
Il Nordhordland è un distretto norvegese che si trova nella contea di Vestland, nella regione del Vestlandet.

## Etimologia
Il nome Nordhordland significa la parte settentrionale dell'Hordaland; analogamente all'etimologia dei distretti vicini Sunnhordland e Midhordland.

## Geografia

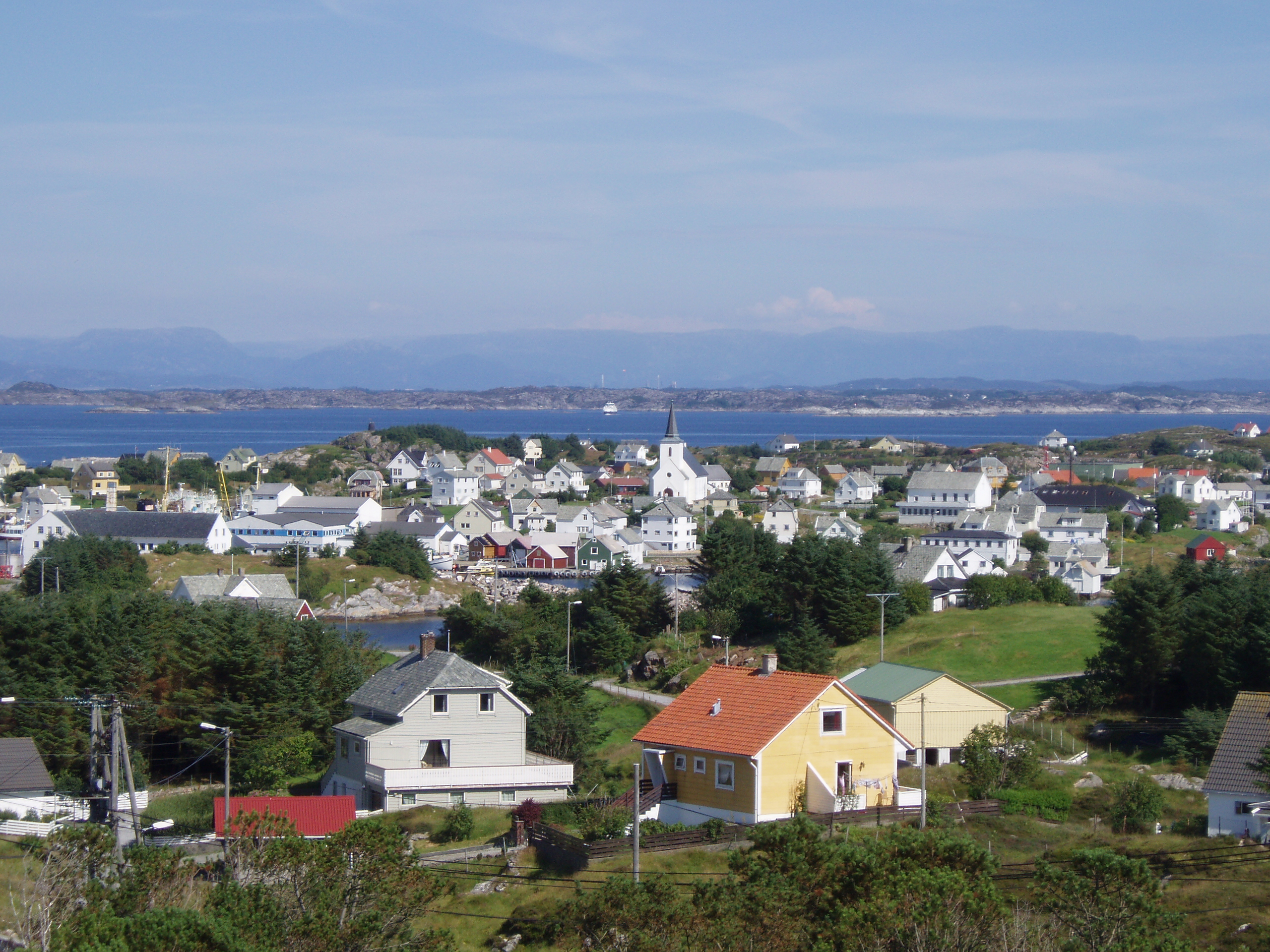
La cittadina di Fedje.

Il Nordhordland si sviluppa appena a nord della città di Bergen e con 46 822 abitanti e 2 684 km² di superficie rappresenta l'8,9% della popolazione e il 17,4% della superficie della ex contea di Hordaland.
Il territorio del Nordhordland è prevalentemente montuoso con cime di altezza non elevata; queste superano i 1000 m solo nei comuni di  Vaksdal, Modalen e Masfjorden. Il rilievo più alto è il monte Runderabben, che raggiunge un'altezza di 1292 m s.l.m..
Alcuni fiordi sono presenti nella parte occidentale della regione e si sviluppano prevalentemente in direzione nord-ovest verso sud-est. I principali sono lo Hjeltefjorden, nella parte centro-occidentale, e il Fensfjorden il Masfjorden a nord. L'Osterfjorden-Romarheimsfjorden è localizzato nella parte centrale del distretto.
Il ponte di Nordhordland (o Nordhordlandsbrua in norvegese) che collega il Nordhordland con Bergen è uno dei ponti di barche più lunghi del mondo. Altre importanti vie di comunicazione sono la strada europea E39, che si sviluppa lungo la costa del mare del Nord, e la E16, che da Vaksdal va verso Voss, per proseguire poi per Oslo. La ferrovia Oslo-Bergen segue il percorso della strada E16.

### Comuni del Nordhordland
Il distretto di Nordhordland comprende nove comuni:
| Cod. SSB | Local.             | Stemma | Nome       | Capoluogo   | Pop.   | Area (km²) | D. Pop. (ab./km²) |
| -------- | ------------------ | ------ | ---------- | ----------- | ------ | ---------- | ----------------- |
| 1251     | Vaksdal kommune    |        | Vaksdal    | Dale        | 4 127  | 715,3      | 5,77              |
| 1252     | Modalen kommune    |        | Modalen    | Mo          | 380    | 411,99     | 0,92              |
| 1253     | Osterøy kommune    |        | Osterøy    | Lonevåg     | 8 125  | 255,1      | 31,85             |
| 1256     | Meland kommune     |        | Meland     | Frekhaug    | 8 079  | 92,6       | 87,25             |
| 1260     | Radøy kommune      |        | Radøy      | Manger      | 5 129  | 111,5      | 46,00             |
| 1263     | Lindås kommune     |        | Lindås     | Knarvik     | 15 789 | 474,97     | 33,24             |
| 1264     | Austrheim kommune  |        | Austrheim  | Årås        | 2 902  | 57,6       | 50,38             |
| 1265     | Fedje kommune      |        | Fedje      | Fedje       | 561    | 9,3        | 60,32             |
| 1266     | Masfjorden kommune |        | Masfjorden | Masfjordnes | 1 730  | 556,1      | 3,11              |

## Storia e attività umana

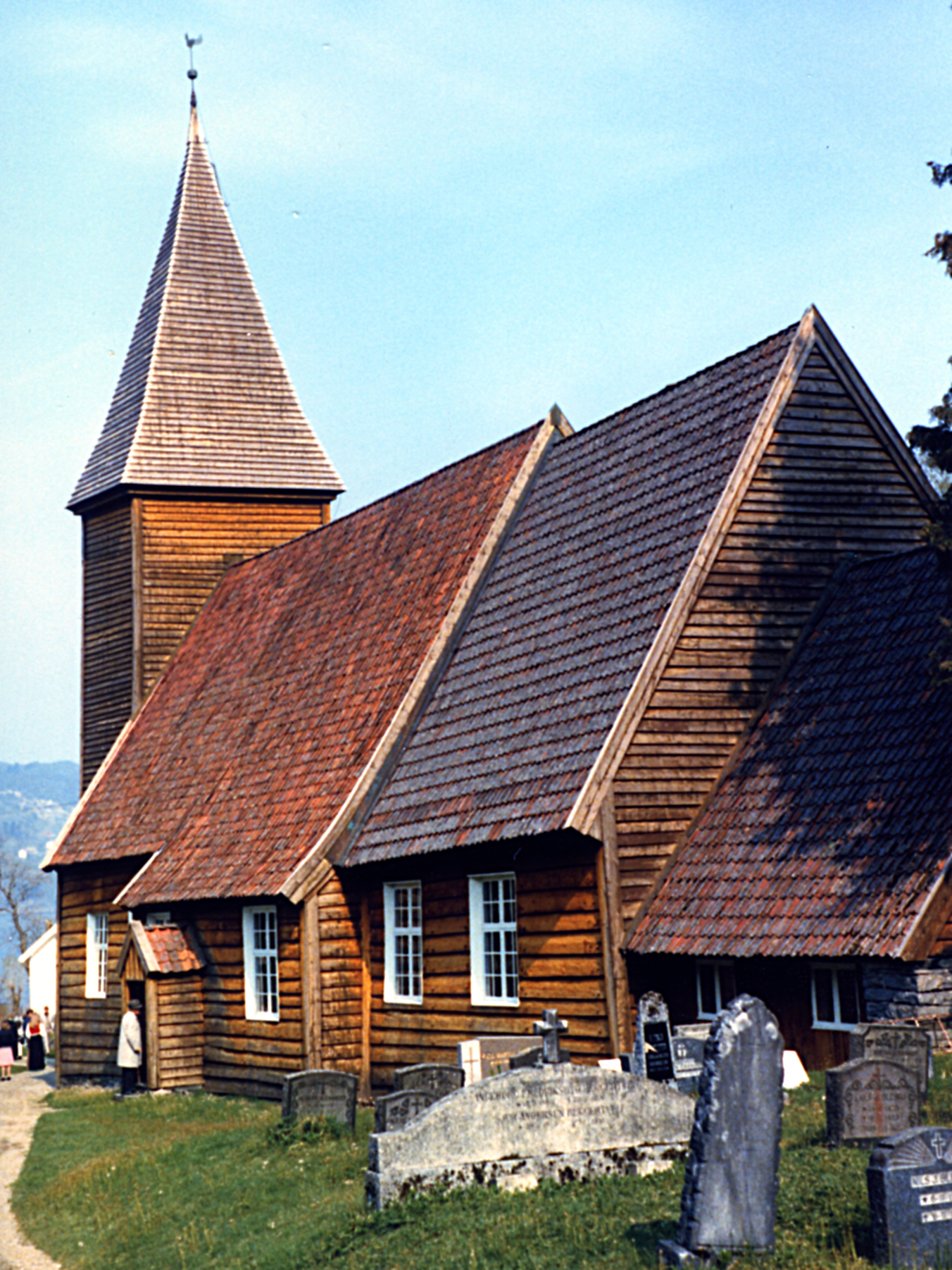
La chiesa di Hamre a Osterøy.

Nel Nordhordland si trovano aree più sviluppate e altre prevalentemente rurali. Attualmente il distretto corrisponde grossomodo al vicariato del Nordhordland (Nordhordland prosti) o al territorio di competenza del tribunale distrettuale del Nordhordland.
Storicamente il termine Nordhordland va messo in relazione al medievale Nordhordlen, che indicava il territorio costiero e dei fiordi dell'Hordaland settentrionale, tra il Korsfjorden a sud e il Sognesjøen (vale a dire la parte più etsrena del Sognefjord) a nord. A partire dal 1595 il Nordhordland fece parte del baliato di Nordhordland e Voss, mentre dal 1857 a quello del Nordhordland. Tra il 1560 e il 1568, la regione fece parte dei possedimenti del signorotto danese Erik Rosenkrantz; questi divenne noto per aver inviato parecchi uomini (perlopiù contadini) al servizio del regno di Danimarca-Norvegia durante la guerra nordica dei sette anni.

### Evoluzione dei territori comunali
Nel 1838 il Nordhordland era diviso nei comuni Haus, Hosanger, Hamre, Lindås e Manger. Negli anni seguenti furono apportati piccoli cambiamenti nei confini territoriali dei comuni, con parecchi accorpamenti e divisioni, finché nel 1964, la struttura municipale nell'area fu completamente rivista: il comune di Osterøy venne istituito includendo parti dei comuni Haus, Hamre, Hosanger e Bruvik. Il resto del comune di Haus cambiò il nome in Arna. Il resto del comune di Bruvik cambiò il suo nome in Vaksdal e fu ampliato con parti dei comuni Evanger e Modalen. Il comune di Lindås fu ampliato con Alversund e parti di Hamre, Hosanger, Sæbø e Modalen, mentre parti più piccole di Lindås furono trasferite a Masfjorden e nel nuovo comune di Radøy. Il comune di Meland è stato ampliato con parti dei comuni di Herdla, Sæbø e Hamre, mentre una piccola parte di Meland è stata trasferita al comune di Askøy insieme a gran parte del comune di Herdla. Il resto del comune di Herdla è stato unito al comune di Hjelme nel nuovo comune di Øygarden, ad eccezione delle isole Turøy e Misje che sono state trasferite nel comune di Fjell. Nel 1972, i comuni di Arna e Åsane furono incorporati al comune di Bergen.
Storicamente anche il comune di Gulen nell'ex contea di Sogn og Fjordane era incluso nel distretto.
Tra i principali centri urbani si contano Knarvik (5 013 abitanti), Frekhaug (2 335 abitanti), Dale (1 174 abitanti) e Lindås (1 263 abitanti).

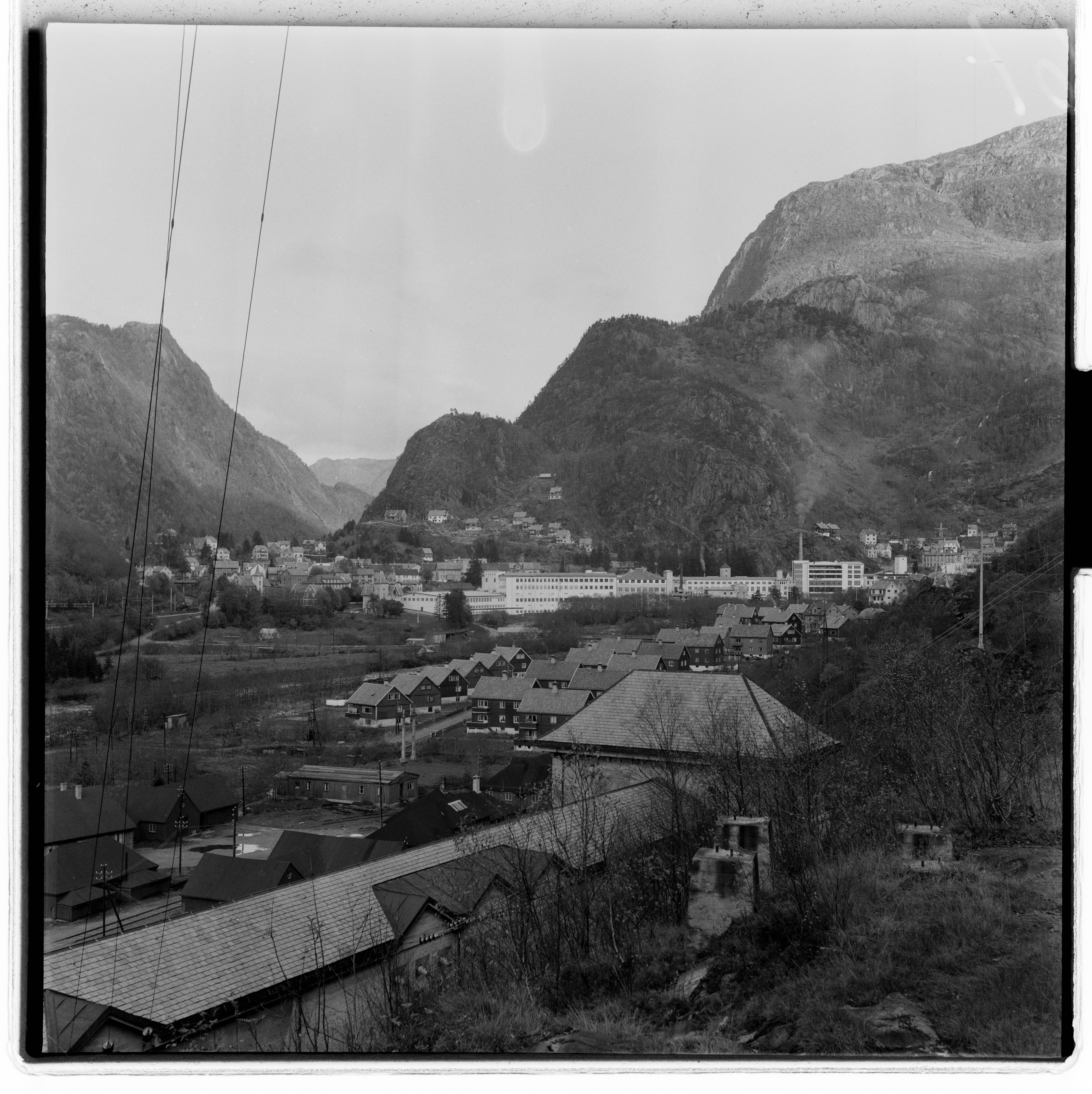
Gli stabilimenti tessili della "Dale of Norway" a Dale in una foto del 1953; la società fu creata nel 1872.

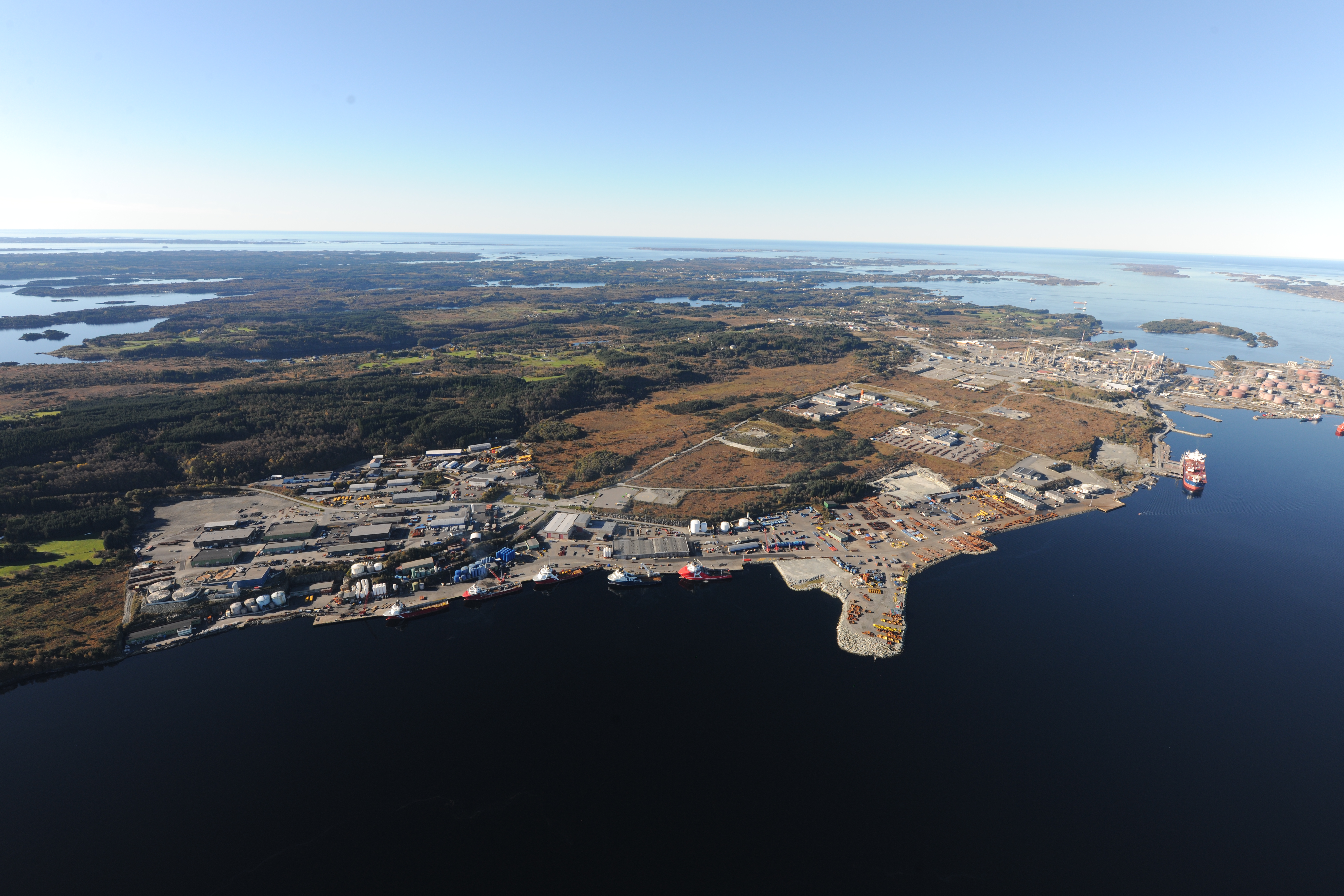
L'area industriale di Mongstad.

| Comune       | 1769   | 1801   | 1855   | 1900   | 1950   | 2018   |
| ------------ | ------ | ------ | ------ | ------ | ------ | ------ |
| Austrheim    | 636    | 706    | 1 211  | 1 681  | 2 320  | 2 902  |
| Fedje        | 255    | 283    | 486    | 673    | 943    | 561    |
| Lindås       | 2 931  | 3 342  | 5 621  | 7 585  | 8 021  | 15 789 |
| Masfjorden   | 903    | 1 003  | 1 720  | 2 277  | 1 954  | 1 730  |
| Meland       | 794    | 924    | 1 554  | 2 133  | 2 742  | 8 079  |
| Modalen      | 267    | 313    | 501    | 586    | 426    | 380    |
| Osterøy      | 1 636  | 1 898  | 3 145  | 4 183  | 5 287  | 8 125  |
| Radøy        | 1 720  | 1 968  | 3 443  | 4 740  | 4 637  | 5 129  |
| Vaksdal      | 1 195  | 1 371  | 2 254  | 4 574  | 5 649  | 4 127  |
| Nordhordland | 10 337 | 11 808 | 19 935 | 28 432 | 31 979 | 46 822 |

### Economia
Il principale distretto industriale è quello attorno alla raffineria di Mongstad, a cavallo dei comuni di Lindås e Austrheim, dove sorgono anche un terminale petrolifero e un porto, il maggiore della Norvegia per merce in transito. L'industria manifatturiera, ed in particolare il settore tessile, è la maggiore attività industriale del distretto, sebbene agricoltura e pesca siano più diffuse nelle aree rurali; l'itticoltura è parecchio diffusa lungo la costa.
Diverse centrali idroelettriche sorgono nell'entroterra, le principali a Masfjorden, Modalen e Vaksdal.
Nell'area sono distribuiti i quotidiani Nordhordland e Strilen, entrambi pubblicati a Knarvik.